# Arunachalam Muruganantham
Arunachalam Muruganantham est un entrepreneur social de Coimbatore, Tamil Nadu (Inde). Il est connu pour avoir grandement augmenté l'accessibilité à des serviettes hygiéniques par l'invention de procédés permettant leur production à bas coût.
En 2014, le Time magazine l'intègre au Time 100,.

## Jeunesse
Muruganantham naît en 1961 de S. Arunachalam et A. Vanita, habitants de Coimbatore, en Inde. Muruganantham grandit dans la pauvreté à la suite du décès de son père dans un accident de la route. Sa mère travaille comme travailleuse agricole pour subvenir aux besoins de sa famille. Muruganantham poursuit ses études un temps, mais il finit par quitter l'école à 14 ans. Il travaille à transporter de la nourriture à des travailleurs d'usine et exerce maints autres métiers.

## Invention
En 1998, Arunachalam Muruganantham épouse Shanthi. Peu de temps après, il constate que son épouse récupère des chiffons sales et des journaux pour gérer son hygiène lors de ses règles, les serviettes sanitaires vendues par les multinationales étant chères,. Heurté par la situation, Muruganantham commence à travailler à la conception de serviettes expérimentales. Utilisant d'abord le coton, celles-ci ne satisfont pas sa femme et ses sœurs, qui finiront par refuser de servir de cobaye pour ses expérimentations.
Arunachalam Muruganantham se rend compte que les serviettes sont vendues 40 fois le prix du matériel brut utilisé pour leur conception. Il tente de recruter des femmes pour tester ses produits, mais la plupart sont trop gênées pour collaborer avec lui. Muruganantham réalise donc lui-même les tests à l'aide d'une vessie remplie de sang animal. Il est sujet de moqueries lorsque cela est découvert. Les menstruations étant un sujet tabou en Inde, Muruganantham vit des difficultés avec sa communauté et famille. Il distribue ses produits gratuitement aux filles d'un établissement scolaire médical local, espérant qu'elles lui donneront leurs commentaires.
Après deux ans de travail, Arunachalam Muruganantham découvre que les serviettes commerciales utilisent de la fibre de cellulose tirée de la pâte à papier de pin,. Il développe une machine facile d'utilisation et permettant la production de serviettes sanitaires à un coût beaucoup moindre. Il s'approvisionne en pâte à papier de pin auprès d'un fournisseur de Bombay et ses machines permettent ensuite de broyer, défibrer, presser et stériliser des serviettes à l'aide de lumière ultraviolette.

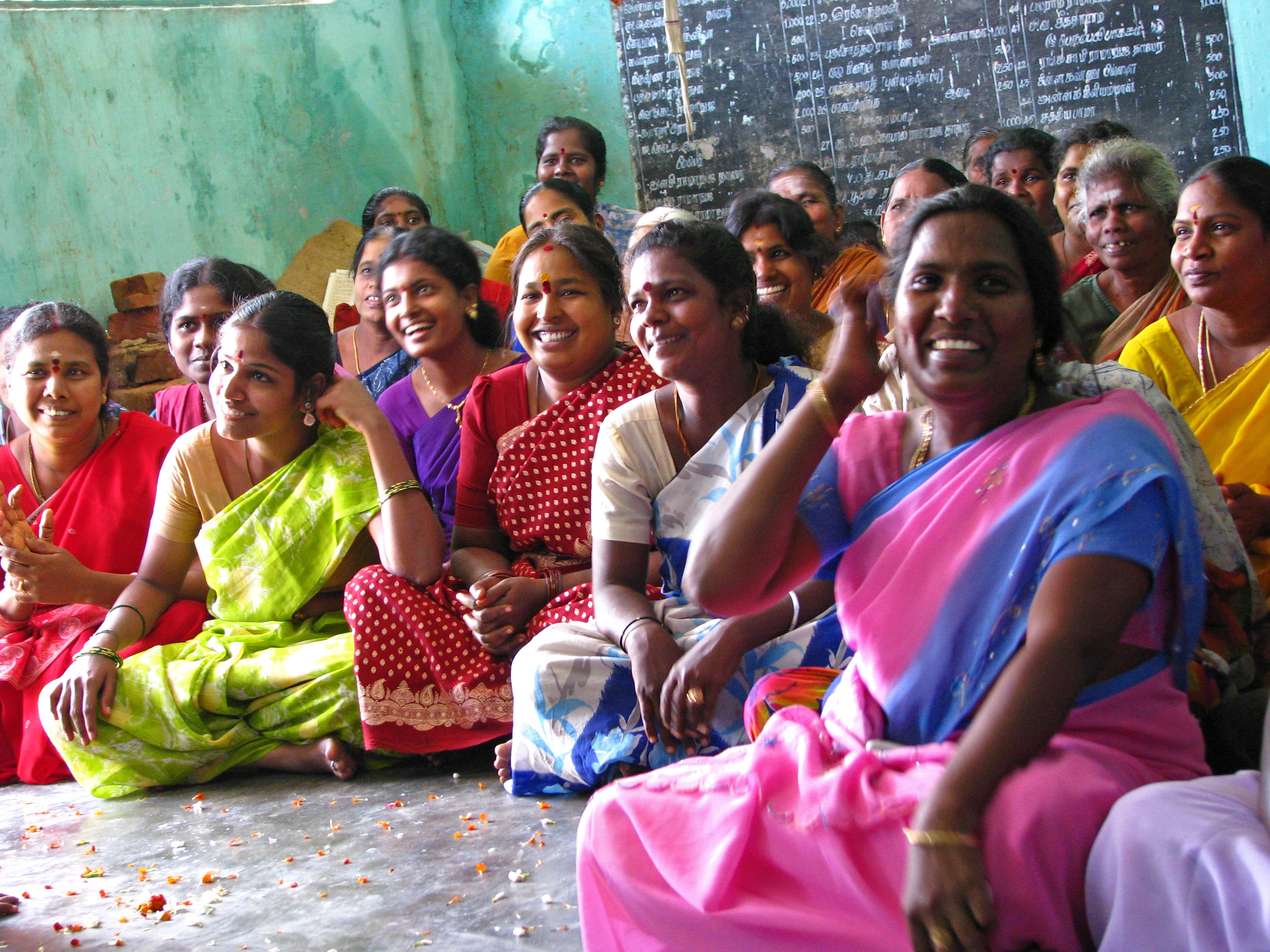
Indiennes en région rurale se rencontrant dans un groupe de soutien (self-help groups, SHGs).

En 2006, Arunachalam Muruganantham visite l'Institut indien de technologie de Madras afin d'y présenter ses idées et d'y recevoir des suggestions. L'institut inscrit l'invention au National Innovation Foundation's Grassroots Technological Innovations Award, qu'il remportera,. Muruganantham reçoit du financement et fonde Jayaashree Industries pour la fabrication et la vente de ses machines à travers l'Inde rurale,,.
L'invention de Muruganantham est régulièrement louangée, considérée comme ayant été une étape clé dans le changement de la vie des femmes de l'Inde,,.

## Dans la culture populaire
Les films Menstrual Man, Pad Man et Les Règles de notre liberté parlent directement ou indirectement de lui.